# 美洲狮
美洲獅（學名：Puma concolor），又称山狮、美洲金猫，是種棲息於美洲的大型食肉目貓科動物。其种加词“concolor”意为“同色的”。其分布范围从加拿大的育空地区一直延伸到南美洲的安第斯山脉南段，是西半球大型野生陆栖哺乳动物中分布范围最广的貓科。作为一种适应性强的泛化物种，在美洲大部分的栖息地种类中，都有美洲狮的身影。它是新大陆上体型第二大的猫科动物，仅次于美洲豹，同时它是奔跑第二快的貓科和弹跳最好的貓科。由于其生性隐秘且独居，美洲狮被认为是夜行性兼曙暮性动物，然而美洲狮的日间活动也曾被目击。在生物学分类上，美洲狮在猫科中属于猫亚科，而不是猛兽更集中的豹亚科，是最大的猫亚科动物。
美洲狮狩猎时擅长跟踪猎物并埋伏攻击，捕猎对象繁多，主要以有蹄类动物（包括鹿、马、家牛、羊等）为食，在北美地区尤甚，此外也会捕食小型猎物，例如昆虫或者啮齿目动物。美洲狮喜好草丛茂密并且多岩的栖息地，以便其跟踪猎物，但也能在平原地区生存。美洲狮具有领地意识，并以低种群密度生活，其个体的领地大小取决于地形、植被以及猎物数量。尽管体型庞大，美洲狮却并不是其栖息地上的顶级掠食者，而要屈居于美洲豹、灰狼、美洲黑熊以及灰熊之后。因美洲狮喜欢隐居的習性，基本远离人类。美洲狮很少攻击人类，但随着越来越多的人类进入到他们的领地，此类事件近年来呈上升趋势。
自美洲殖民以来的过度狩猎以及其栖息地上日益繁多的人类活动，已经使美洲狮在其大部分自然分布地上的数量都有所减少。在二十世纪初，美洲狮已经在北美洲东部地区（除了其在佛罗里达地区的亚种）绝迹。然而最近几十年间，美洲狮的繁殖群已经向东迁徙至南北达科他、内布拉斯加、俄克拉何马等州的西部。美洲狮更已被证实出现于明尼苏达、威斯康辛、爱荷华、密歇根、伊利诺伊等州，甚至东至康涅狄格州。
美洲獅分類上屬美洲金貓屬。美洲獅在跳躍方面有著驚人的“天賦”，它輕輕一跳，便能跳到6—7米以外，更厲害的一躍可達12米。美洲獅是一種兇猛的食肉猛獸，也是噬殺成性的“雜食家”，主要以野生動物兔、羊、鹿為食，在飢餓時也會盜食家畜家禽，甚至連最難對付的犰狳、豪豬和臭鼬，美洲獅也能使它們就範。如果美洲獅捕捉的獵物比較多，它們就會把剩餘的食物藏在樹上，等以後回來再吃。
又有稱山獅、墨西哥獅、銀虎、佛羅里達豹，体重略大于花豹，雄性为39-90公斤，雌性22-68公斤，但美洲獅外觀上沒有花紋且頭骨較小。

## 延伸閱讀
- David Baron, Beast in the Garden: A Modern Parable of Man and Nature, W. W. Norton, 2003年11月，精裝，320頁，ISBN 0-393-05807-7。

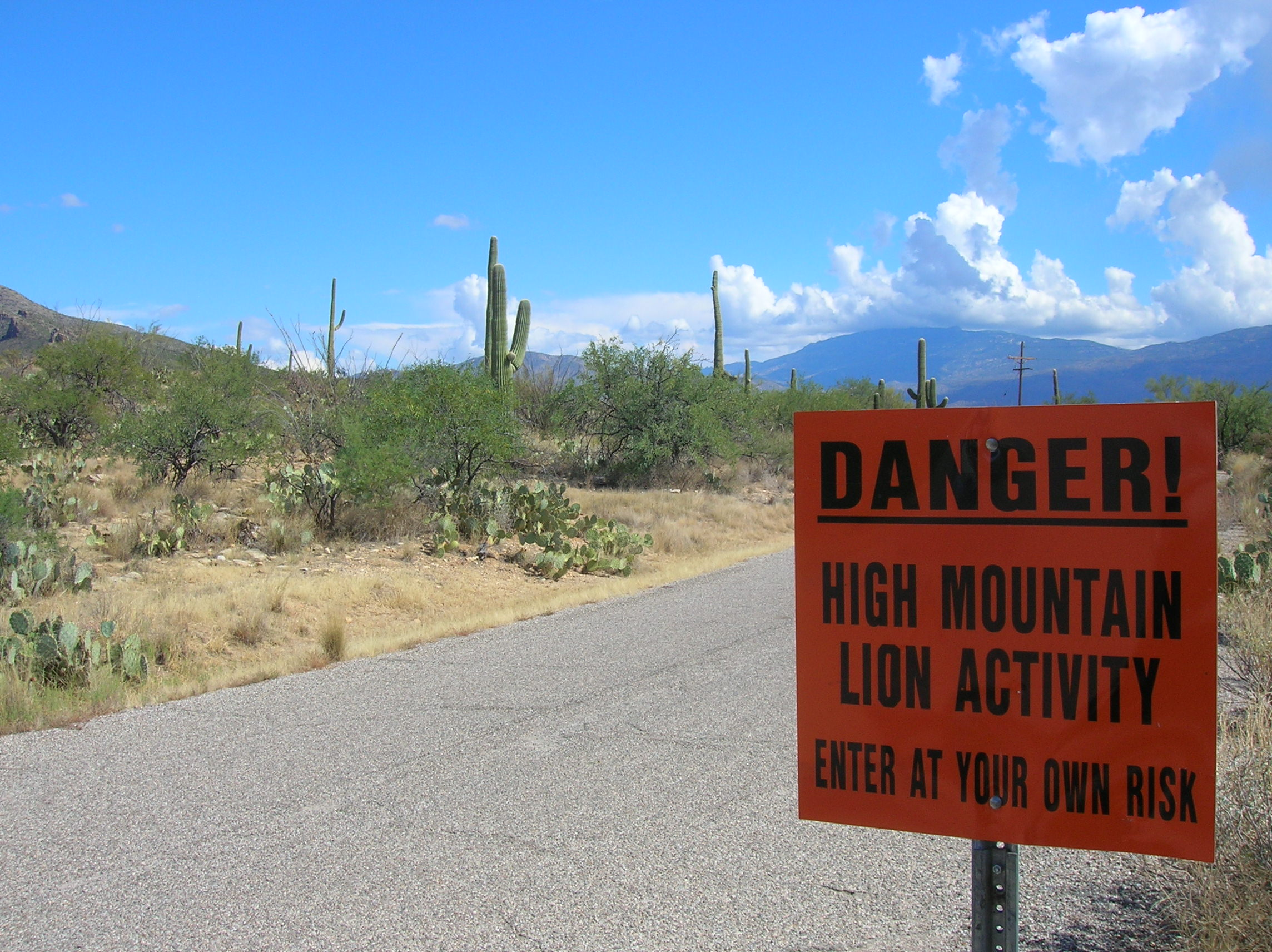
美國薩格魯國家公園內的美洲獅警告牌
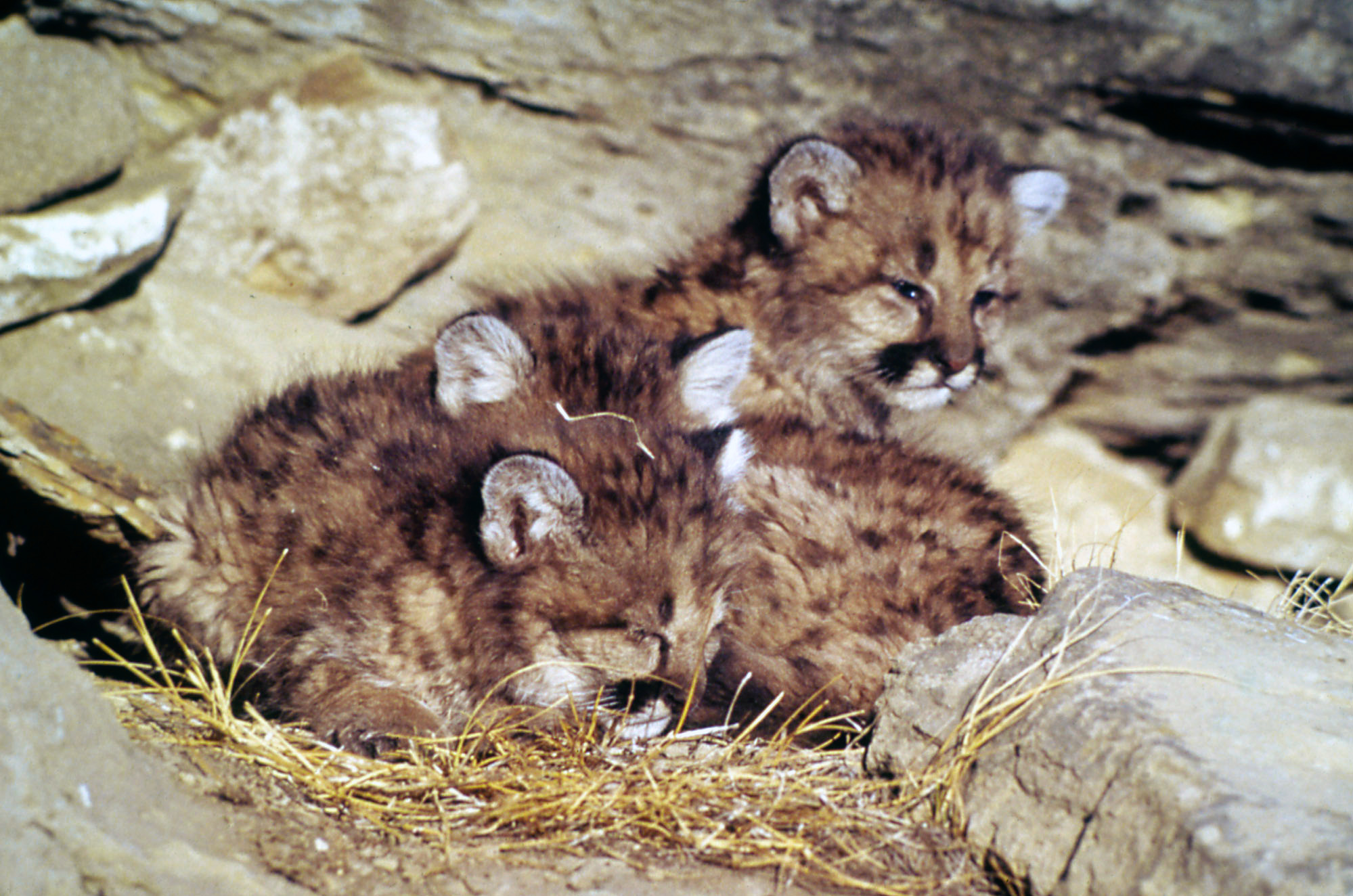
美洲獅幼仔
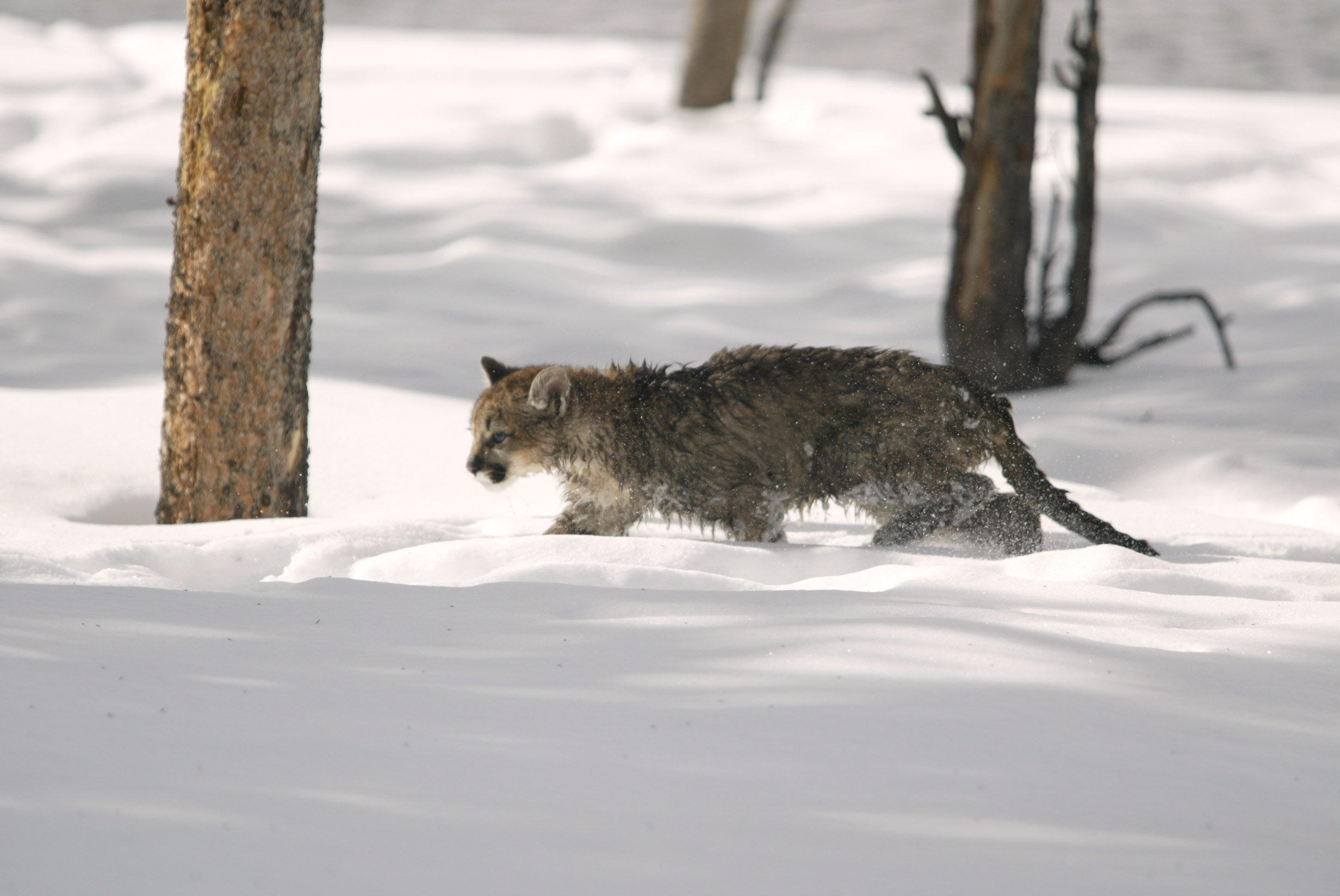
美洲獅幼仔在雪中行走
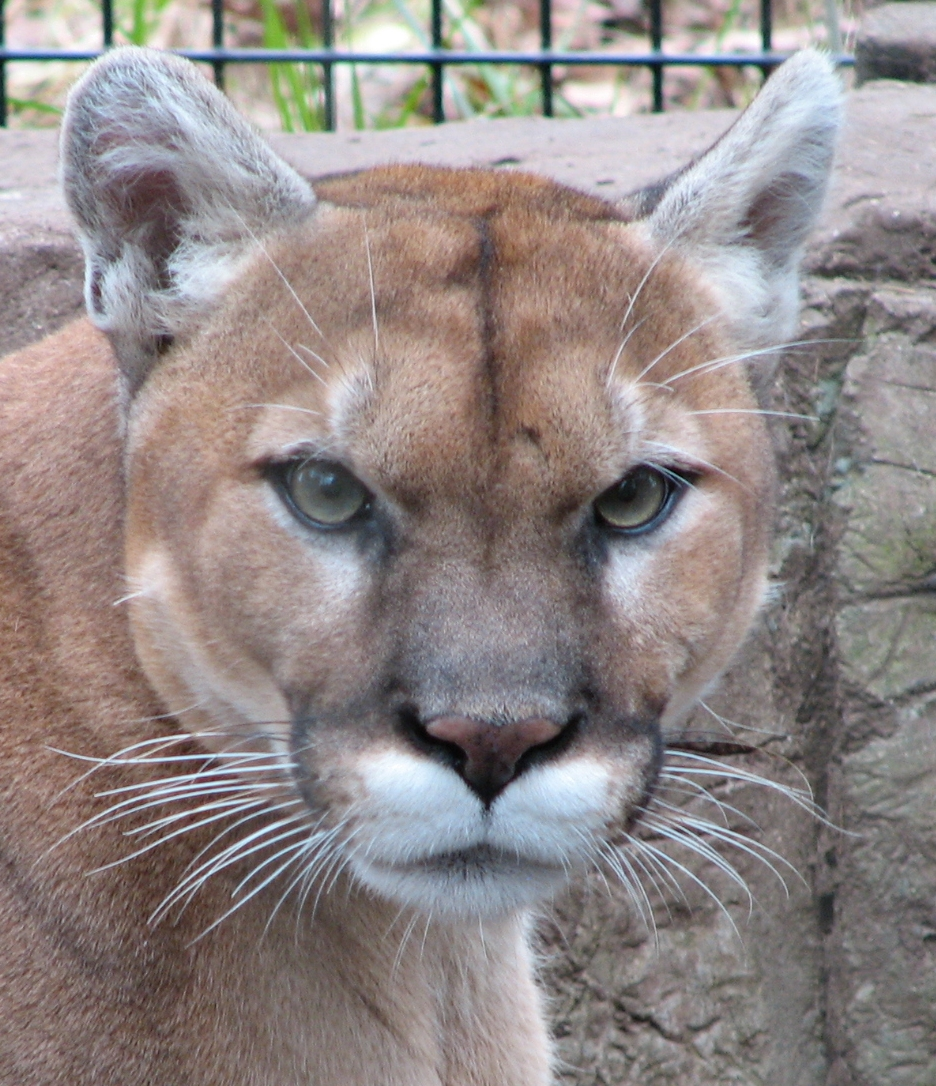
美洲獅
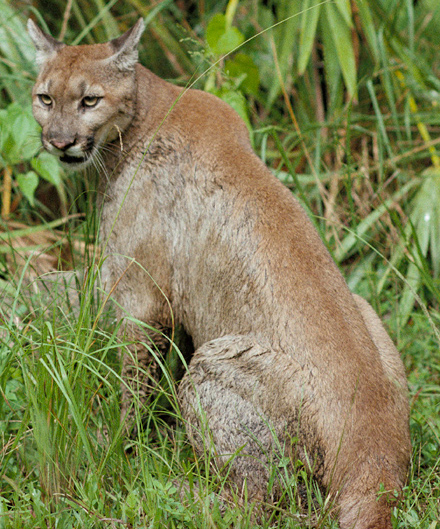
美洲獅

## 外部連結
- Species portrait Puma concolor; IUCN/SSC Cat Specialist Group （页面存档备份，存于）
- Cougar Tracks （页面存档备份，存于）: How to identify cougar tracks in the wild
- Puma sounds （页面存档备份，存于） (they growl, hiss and scream but cannot roar like true lions of the genus 豹属) at 國家地理學會
- Santa Cruz Puma Project （页面存档备份，存于）
- Eastern Puma Research Network （页面存档备份，存于）
- Felidae Conservation Fund （页面存档备份，存于）
- Cougar Rewilding Foundation, formerly "Eastern Cougar Foundation" （页面存档备份，存于）
- The Cougar Network --Using Science to Understand Cougar Ecology （页面存档备份，存于）
- Mountain Lion Foundation – Saving America's Lion （页面存档备份，存于）
- SaveTheCougar.org: Sightings of cougars in Michigan
- The Cougar Fund – Protecting America's Greatest Cat. （页面存档备份，存于） A Definitive Resource About Cougars] Comprehensive, non-profit 501(c)(3) site with extensive information about cougars, from how to live safely in cougar country, to science abstracts, hunting regulations, state-by-state cougar management/policy info, and rare photos and videos of wild cougars.
- Living with California Mountain Lions （页面存档备份，存于）